# Liste der Bodendenkmale in Vaale
In der Liste der Bodendenkmale in Vaale sind die Bodendenkmale der Gemeinde Vaale nach dem Stand der Bodendenkmalliste des Archäologischen Landesamts Schleswig-Holstein von 2016 aufgelistet.
| Denkmal-ID           | Befundart           | Bezeichnung           | Zeitstellung                 | Lage | Bemerkungen | Bild |
| -------------------- | ------------------- | --------------------- | ---------------------------- | ---- | ----------- | ---- |
| aKD-ALSH-Nr. 004 782 | Grabmal > Grabhügel | Grabhügel             | Vor- und/oder Frühgeschichte |      |             |      |
| aKD-ALSH-Nr. 004 783 | Grabmal > Grabhügel | Grabhügel „Rugenbarg“ | Vor- und/oder Frühgeschichte |      |             |      |
| aKD-ALSH-Nr. 004 784 | Grabmal > Grabhügel | Grabhügel             | Vor- und/oder Frühgeschichte |      |             |      |
| aKD-ALSH-Nr. 004 785 | Grabmal > Grabhügel | Grabhügel             | Vor- und/oder Frühgeschichte |      |             |      |
| aKD-ALSH-Nr. 004 786 | Grabmal > Grabhügel | Grabhügel             | Vor- und/oder Frühgeschichte |      |             |      |
| aKD-ALSH-Nr. 004 787 | Grabmal > Grabhügel | Grabhügel             | Vor- und/oder Frühgeschichte |      |             |      |
| aKD-ALSH-Nr. 004 788 | Grabmal > Grabhügel | Grabhügel             | Vor- und/oder Frühgeschichte |      |             |      |
| aKD-ALSH-Nr. 004 789 | Grabmal > Grabhügel | Grabhügel             | Vor- und/oder Frühgeschichte |      |             |      |
| aKD-ALSH-Nr. 004 790 | Grabmal > Grabhügel | Grabhügel             | Vor- und/oder Frühgeschichte |      |             |      |
| aKD-ALSH-Nr. 004 791 | Grabmal > Grabhügel | Grabhügel             | Vor- und/oder Frühgeschichte |      |             |      |